# Busachi
Busachi (nombre oficial en idioma sardo inalterado en italiano, en la variante del sardo local y cooficialmente Busache) es una localidad italiana de la provincia de Oristán, región de Cerdeña,  de unos 1.300 habitantes actualmente.

## Evolución demográfica
| Gráfica de evolución demográfica de Busachi entre 1861 y 2001 |
|                                                               |
| Fuente ISTAT - elaboración gráfica de Wikipedia               |